# 伊达美和子
伊达美和子 （英語：Miwako Date, 1971年5月7日—）是一位日本企业家。

## 生平
1971年出生于日本东京都，毕业于圣心女子大学和庆应义塾大学。1996年进入日本长期信用银行，1998年进入家族企业森大厦任职。2011年担任森信托旗下旅游酒店公司社长，2016年接替父亲森章担任森信托社长。

## 家庭
祖父是企业家森泰吉郎，大伯森敬是庆应义塾大学教授，二伯森稔亦是企业家，大伯母森洋子是美术史学家，父亲是企业家森章，堂姐森万里子是现代艺术家。